# Edmondo Dodsworth
Edmondo M. Rubini Dodsworth (La Spezia, 1877 – La Spezia, 1950) è stato un poeta e saggista italiano attivo nella prima metà del secolo XX.
Si occupò di esoterismo in La tristezza mistica (Roma, Libreria Teosofica, 1911). Un suo volume di Versi di 85 pagine fu pubblicato nel 1911 (Torino, Fratelli Pozzo), con prefazione di Amalia Guglielminetti. Collaborò ai periodici Broletto (Como) e Il Mare (Rapallo). 
Frequentò Ezra Pound, che scrisse di lui: “il suo cognome straniero lo ereditò da un inglese, suo nonno o bisnonno, che sostò in Italia al ritorno dall'India” (citato in Charles Norman, E.E. Cummings: The Magic Maker, Boston, 1972, p. xi). 
Nel 1923 pubblicò presso l'editore Carabba di Lanciano la prima traduzione italiana di William Blake, Il matrimonio del cielo e dell'inferno, Canto dell'innocenza e altri poemi. 
Vicino a Julius Evola, a lui dedicò il saggio Sull'Individuo assoluto, in Regime Corporativo, 1934.